# Берестечковская городская община
Берестечковская городская община (укр. Берестечківська міська громада) — территориальная община в Луцком районе Волынской области Украины.
Административный центр — город Берестечко.
Население составляет 9480 человек. Площадь — 221,9 км².
В соответствии с распоряжением Кабинета Министров Украины от 12 июня 2020 года, в состав общины вошла территория Берестечковского городского совета, а также Горишненского, Лобачовского, Мервинского, Перемильского, Песковского и Смолявского сельских советов упразднённого Гороховского района.

## Населённые пункты
В состав общины входят 1 город и 20 сёл:
- Город Берестечко
- Лобачовский старостинский округ:
  - Волица-Лобачовская
  - Горишнее
  - Ивановка
  - Колмов
  - Лобачовка
  - Новостав
- Мервинский старостинский округ:
  - Антоновка
  - Буркачи
  - Диковины
  - Гектары
  - Кутров
  - Мерва
  - Пески
- Перемильский старостинский округ:
  - Богуновка
  - Гумнище
  - Зелёное
  - Липа
  - Перемиль
  - Старики
  - Смолява